# Божена Добешова
Божена Добешова (чеськ. Božena Dobešová, 2 жовтня 1914, Стохов, Богемія — 28 листопада 1990, Біловіце-над-Світавою, Моравія) — чехословацька гімнастка, срібна призерка олімпійських ігор.

## Біографічні дані
На Олімпіаді 1936 Божена Добешова зайняла 2-е місце в командному заліку. В індивідуальному заліку вона зайняла 16-е місце. Також зайняла 46-е місце у вправах на брусах, 16-е — у вправах на колоді, 11-е — в опорному стрибку.
На чемпіонаті світу 1938 Божена Добешова завоювала золоту медаль в команді. В абсолютному заліку зайняла десяте місце.